# 네이어
네이어(Nayer, 1985년 8월 2일 ~ )는 미국의 싱어송라이터이다.